# Vital Banywesize Mukuza
 (août 2021).
Vital Banywesize Mukuza Muhini  (né à Kalehe le 19 septembre 1969) est un homme politique de la République démocratique du Congo et député national, élu de la circonscription de Kalehe dans la province du Sud-Kivu,,,.

## Biographie
Vital Banywesize est né à Kalehe au Sud-Kivu le 19 septembre 1969. Il est élu député national dans la circonscription électorale de Kalehe dans la province du Sud-Kivu. Il est en outre membre de l'Alliance des forces démocratiques du Congo (AFDC), parti du président du sénat Modeste Bahati Lukwebo,.
Il est deuxième vice-président du bureau définitif de l'Assemblée nationale élu aux élections du 3 février 2021 qui a conduit l'installation de ce bureau.